# Charlie Adam
Charlie Adam, né le 10 décembre 1985 à Dundee (Écosse), est un footballeur international écossais qui évolue au poste de milieu de terrain reconverti entraîneur.

## Carrière

### En club
Alors âgé de 14 ans, Adam rejoint le centre de formation de Dundee United en 1999 et y restera jusqu'en 2003.
En 2003, Charlie Adam quitte son cocon familial et déménage à Glasgow pour signer un contrat avec les Rangers et devenir un footballeur professionnel.

Manquant de temps de jeu, il est prêté lors de la saison 2004-2005 à Ross County, en Championnat d'Écosse de D2 où il marque 2 buts en 11 matches.

Adam est de nouveau prêté la saison suivante en Championnat d'Écosse de D2 mais cette fois-ci à Saint-Mirren, où il contribuera à la montée du club et au succès en Challenge Cup en marquant 5 buts en 29 matches.

Après cette bonne saison, il revient à Glasgow et enchaine les bonnes performances avec son club ce qui lui permet d'être appelé avec la sélection écossaise et d'atteindre la finale de la Coupe de l'UEFA en 2008 perdue 2-0 face au Zenith Saint-Petersbourg.
Son début de saison 2008-2009 est catastrophique et, lors du mercato hivernal, il est prêté à Blackpool où il sera transféré définitivement pour 500 000 £ à la fin de la saison.

Le bilan de Charlie Adam avec les Rangers Glasgow est de 13 buts marqués en 61 apparitions.
Après son transfert définitif chez les seasiders pour 500 000£, Adam retrouve son niveau des saisons 2006-2007 et 2007-2008. À la fin de la saison 2009-2010, Blackpool termine à la 6e place de Championship, se qualifie pour les plays-off, élimine Nottingham Forest en demi-finale (victoires 2-1 au match aller et 4-3 au match retour), puis bat sur le score de 3-2 Cardiff City en finale et monte en Barclays Premier League. Lors de la saison 2010-2011, Charlie Adam franchit un palier et réalise une saison exceptionnelle malgré la relégation de son club, en jouant 35 matches et en marquant 12 buts, (dont 7 sur penalty).
Ces très bonnes performances attireront l'attention de nombreux clubs et, le 6 juillet 2011, Charlie Adam quitte Blackpool et signe à Liverpool, pour la somme de 8,5 millions d'euros. Le 13 août, il est titulaire pour le premier match de la saison à Anfield contre Sunderland et délivre une passe décisive pour Luis Suarez sur coup franc. Le 27 août, il marque son premier but avec les Reds à Anfield lors de la victoire 3-1 de Liverpool contre Bolton.
Le 31 août 2012, il signe pour quatre saisons en faveur de Stoke City. Le transfert est évalué à 6 millions d'euros.
Le 4 avril 2015, il marque un but de 61 mètres contre Chelsea en lobant Thibaut Courtois. Cependant, Stoke City ne pourra éviter une défaite 2 buts à 1.
Le 20 juin 2015, il prolonge son contrat de deux ans avec Stoke soit jusqu'en 2017.
Le 22 juillet 2019, il rejoint Reading.

### En équipe nationale
Charlie Adam compte 25 sélections avec l'équipe d'Écosse depuis 2007

### En club
Saint-Mirren
- Champion d'Écosse de D2 en 2006.
- Vainqueur de la Scottish Challenge Cup en 2006.

Liverpool
- Vainqueur de la League Cup en 2012.

### Distinctions individuelles
- Membre de l'équipe-type de Scottish Championship (deuxième division) en 2021.

## Citation au cinéma
- Dans le film Moi, Daniel Blake de Ken Loach, Palme d'or à Cannes en 2016, un personnage dit, depuis l'Asie, que son joueur de Premier League préféré est Charlie Adam, et cite comme justification le but marqué à Courtois depuis le milieu de terrain, pour Stoke City face à Chelsea.